# Agave wocomahi
Agave wocomahi är en sparrisväxtart som beskrevs av Howard Scott Gentry. Agave wocomahi ingår i släktet Agave och familjen sparrisväxter. Inga underarter finns listade i Catalogue of Life.

## Bildgalleri

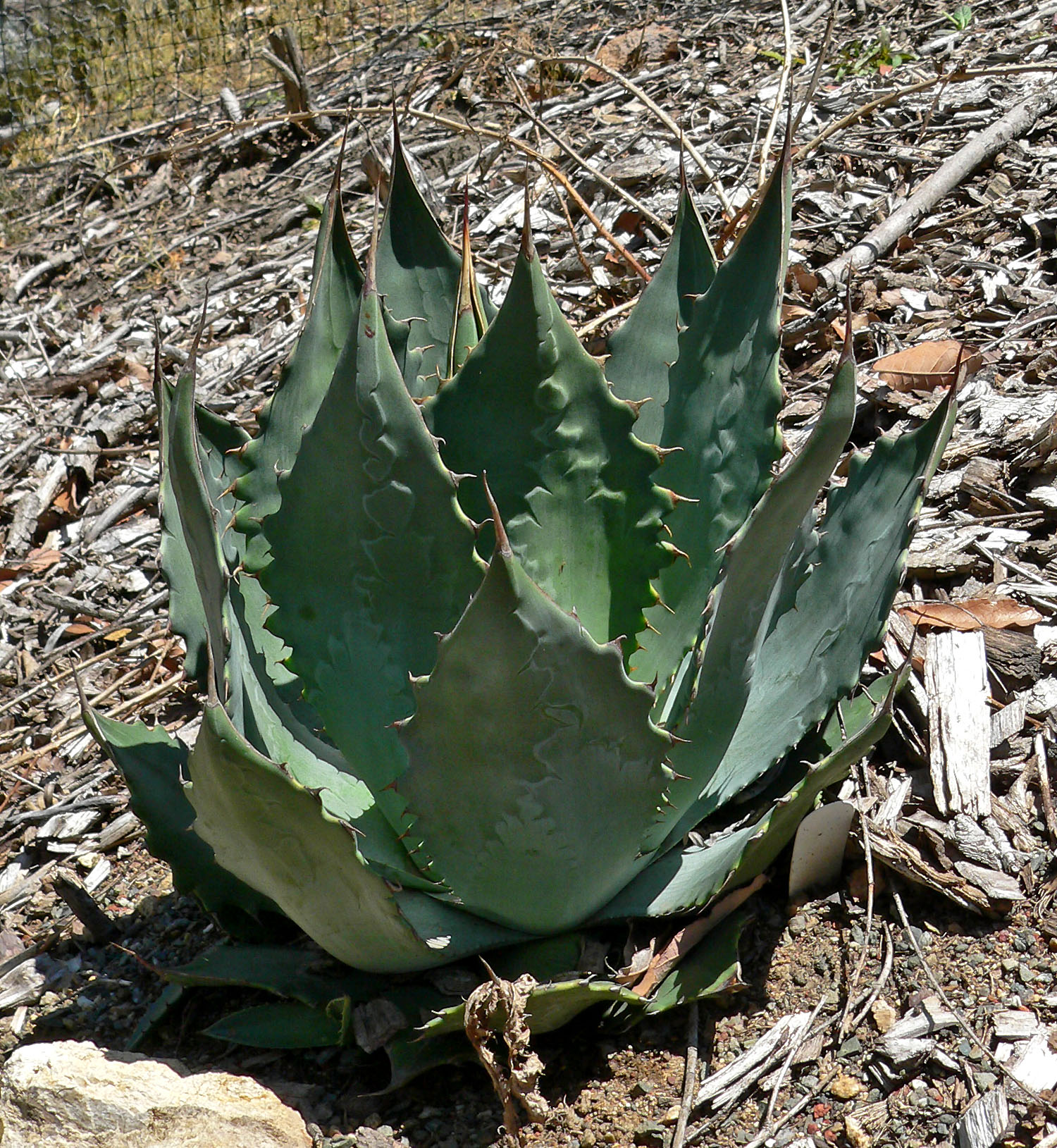
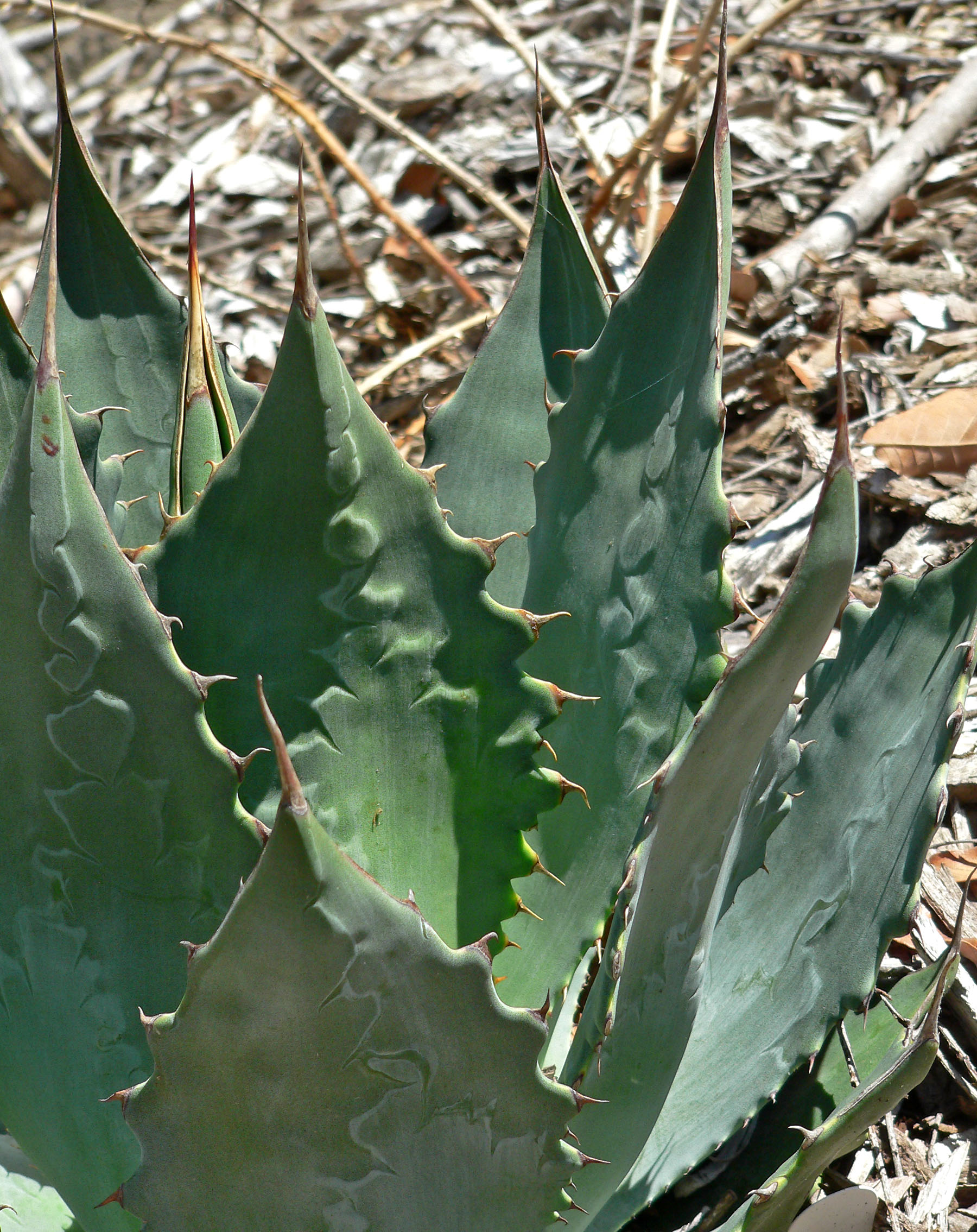
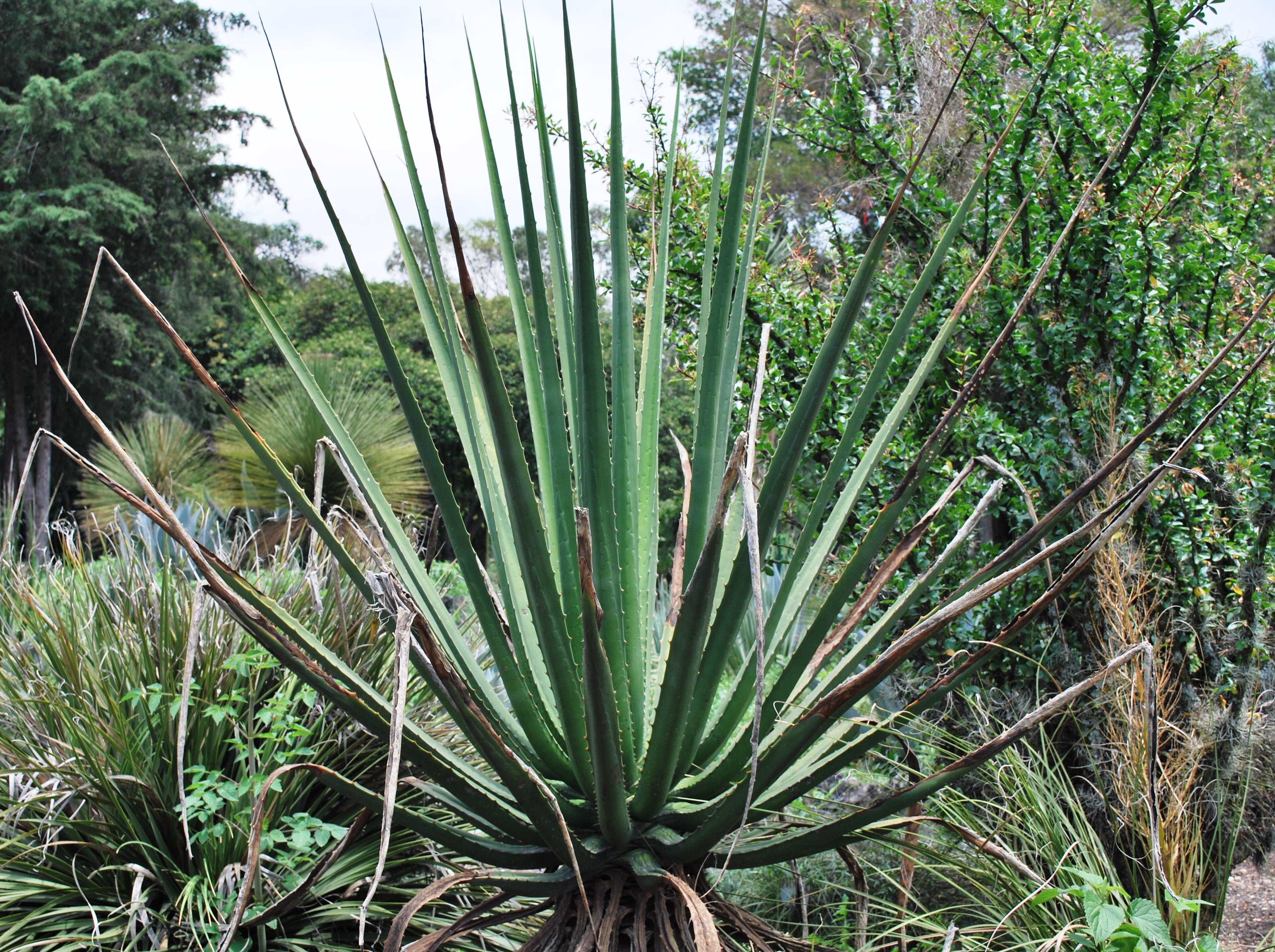